# Jungle Jack 2 : La Star de la Jungle
Série
Jungle Jack
(1993) Jungle Jack 3
(2007)
Pour plus de détails, voir Fiche technique et Distribution.
Jungle Jack 2 : La Star de la Jungle (Jungledyret 2 : Den store filmhelt) est un film d'animation scandinave réalisé par Stefan Fjeldmark, Flemming Quist Møller et Jørgen Lerdam sorti en décembre 1996 au Danemark. C'est la suite du film Jungle Jack, sorti trois ans auparavant. 
Les principaux cadres du premier film sont toujours présent notamment Flemming Quist Møller qui reste à ses trois postes de réalisateur, scénariste et acteur-doubleur. 

## Synopsis
L'histoire se déroule quelques heures ou quelques jours après les événements du premier film. Jack s'ennuie dans la jungle, Rita lui manque. Il commence à raconter aux autres animaux de la forêt ses aventures du premier film ainsi que ses expériences avec les humains. En ville, Rita ressent la même chose, Jack lui manque. 
Néanmoins, le producteur Conrad Cupmann tente de reprendre là où lui et son ex-femme avaient échoué: capturer l'animal pour jouer dans le prochain film de Cupmann intitulé : « La belle et la petite bête ». Cupmann envoie des bulldozers dans la jungle et provoque un incendie pour obliger Jack à sortir. Tout se passe comme prévu et Jack est capturé par les hommes de Cupmann. 
Il se retrouve enfermé dans une loge des studios de Cupmann qui veut lui apprendre à obéir. Jack, peu enthousiaste à cette idée, refuse de satisfaire les envies du producteur et se retrouve sans nourriture. Il envoie une chienne, ancienne star du cinéma, pour lui apprendre à jouer. Grâce à un oiseau, Rita et Jack se retrouve mais l'animal rare est enfermé et Rita manque de se faire tuer par un chien de garde.
Jack décide alors de jouer le jeu à la grande satisfaction de Cupmann, ce qui n'est pas du goût de Rita qui ne reconnaît plus Jack. Le petit animal se rend compte de son changement et s'échappe du studio après avoir défoncé un mur. Il retrouve Rita à son terrier. Néanmoins, il est toujours poursuivi et Jack et la renarde attrapent un train. Les deux décident alors de se chercher un endroit pour vivre. Alors qu'ils sautent du train, ils remarquent qu'ils sont toujours poursuivis par les hommes du producteur véreux
Les deux amis se cachent dans une porcherie industrielle où s'entassent les cochons. Jack provoque une révolte et les cochons s'échappent de leur prison. Les deux amis faussent compagnie à Cupmann. Rita trouve alors un ancien terrier de blaireau où ils s'installent. Cependant, si la jeune renarde est heureuse, Jack a du mal à s'intégrer, ce qui provoque une dispute, entraînant la séparation des deux héros.
Alors que Jack s'apprête à revenir vers Cupmann, il surprend celui-ci donnant la consigne à ses hommes de tuer Rita. Effrayé, le petit animal retrouve la renarde pour s'échapper. Rita et Jack, sur les conseils de l'oiseau, vont tenter de rejoindre le sud à bord d'un train. Ils passent par un lac gelé pour rejoindre la voie ferrée. Alors qu'ils sont presque arrivés, ils sont encerclés par Cupmann et ses hommes mais sauvés par le leader des cochons qui brise la glace. Néanmoins, Cupmann se dresse devant Jack pour lui envoyer une fléchette hypodermique, mais il est arrêté par Miss Sensuela, la nouvelle star des studios, et des policiers. 
La voix est libre, Jack et Rita réussissent à rejoindre le train et se dirige vers le sud.

## Fiche technique
- Titre : Jungle Jack 2 : La Star de la Jungle
- Titre original : Jungle Jack 2 : Den store filmhelt
- Réalisation : Stefan Fjeldmark, Flemming Quist Møller et Jørgen Lerdam
- Scénario : Flemming Quist Møller
- Composition musicale : Anders Koppel
- Production :
  - Producteurs : Per Holst, Anders Mastrup et Anne Ingvar(Version originale)
Eve Chilton et Kathleen S. Flaherty (Version anglaise)
  - Manager de production : Martin Bardrum
  - Coordinateur de la production : Helen Juhl
  - Chargé de la pré-production : Marie Bro
- Durée : 72 minutes
- Sortie cinéma :
  -  Danemark : 20 décembre 1996

## Distribution

### Voix originales
- Jesper Klein : Jungle Jack
- Kaya Brüel : Rita
- Flemming Quist Møller : Conrad Cupmann
- Søs Egelind : Zick / Zack
- Helle Ryslinge : La mère de Rita
- Benny Hansen : Le cochon / Voix additionnelles
- Kirsten Lehfeldt : Voix additionnelles
- Ole Fick : Voix additionnelles
- Ditte Gråbøl : voix additionnelles

### Voix anglaises
- Billy West : Jack
- Kirsten Dunst : Rita
- Mark Hamill : Conrad Cupmann
- Rickey D’Shon Collins : Zik
- Will Friedle : Zack
- Keith Ferguson : Docteur Sturmdrang
- Kath Soucie : Miss Sensuella

### Voix française
- Aurélien Ringelheim :  Jungle Jack
- Sabrina Leurquin : Rita
- Patrick Descamps : Conrad Cupmann
- Marie Van R : Sensuela
- Peppino Capotondi : Docteur Sturmdrang

## Personnages
Jungle JackJungle Jack (ou simplement Jack) est un jeune petit animal omnivore très rare, vivant dans les arbres de la jungle. Il se démarque surtout par un charisme impressionnant qui vire parfois vers la provocation ou encore l'orgueil. Alors qu'il vient tout juste de retourner dans la jungle, il s'ennuie car Rita lui manque. Capturé une nouvelle fois par Cupmann, il est obligé de jouer dans le prochain film du producteur.
RitaC'est une jeune renarde sauvage, habitant avec sa mère et ses trois petits frères dans un terrier près d'une voie de chemin de fer. Elle est très attachée à sa liberté mais doit constamment surveiller ses turbulents frères lorsque sa mère part en chasse. Après le départ de Jack, elle ressent la même chose envers lui, à savoir un manque. Lorsqu'elle apprend le retour de son ami, elle tente de trouver une solution pour le sortir de cette cage dorée.
Conrad CupmannProducteur de cinéma, Cupmann apparaît comme le méchant principal du second volet alors que dans le premier film, il jouait le rôle de complice. Après s'être séparé d'isabella, il choisit comme nouvelle actrice principal Miss Sensuella avec qui il noue une certaine relation. Il décide de capturer Jack et de le soumettre au monde du cinéma.
Zick et ZackCes deux singes surement jumeaux sont les deux meilleurs amis de Jack et sont inséparables. Ils participent à toutes les aventures de Jack dans la jungle.
Miss SensuelaNouvelle actrice principale des studios de Cupmann et maîtresse du producteur. Derrière son apparence stéréotypée de blonde, c'est celle qui traite le mieux Jack que ce soit en plein tournage ou en dehors. Aimant beaucoup les animaux, elles ne cautionnent pas certains choix de Cupmann, qui la rassure hypocritement. Elle mâche en permanence du chewing-gum.
La mère de RitaRenarde adulte sauvage, la mère de Rita est très protectrice envers sa famille et surtout envers sa fille, ainée des quatre enfants de la renarde. Le personnage est moins présent dans le second volet de Jungle Jack que dans le premier. Elle conseille à Rita de trouver un nouvel habitat car ses petits frères ont grandi et que le terrier commence à devenir trop petit.